# فريدبرغ (هسن)
فريدبرغ هسن (بالألمانية: Friedberg, Hesse) هي district capital، بلدة، الإمبراطورية الحرة، مدينة و بلدة ألمانية تقع في ألمانيا في Wetteraukreis.

## المدن التوأمة
مدن Bishop's Stortford، Magreglio، Oliveto Lario، Villiers-sur-Marne، Barni و Civenna هي مدن توأمة لـفريدبرغ هسن.

## أعلام
- كوليغاة
- ديكستر لانجن
- ريتشارد هيرتويغ
- كريستوف لنج
- أوسكار هيرتويغ